# Xiaogan
Xiaogan (chiń. 孝感市; pinyin Xiàogǎn Shì) – miasto o statusie prefektury miejskiej w środkowych Chinach, w prowincji Hubei. W 2010 roku liczba mieszkańców miasta wynosiła 162 395. Prefektura miejska w 1999 roku liczyła 5 977 198 mieszkańców.

## Podział administracyjny
Prefektura miejska Xiaogan podzielona jest na 7 jednostek administracyjnych:
- Dzielnica:
  - Xiaonan (孝南区)

- Miasta na prawach powiatu:
  - Yingcheng (应城市)
  - Anlu (安陆市)
  - Hanchuan (汉川市)

- Powiaty:
  - Xiaochang (孝昌县)
  - Dawu (大悟县)
  - Yunmeng (云梦县)

| Mapa |
| --- |
| Xiaonan Powiat · Xiaochang Powiat · Dawu Powiat · Yunmeng Yingcheng · (miasto) Anlu · (miasto) Hanchuan · (miasto) |